# Prokopij Čirin
Prokopij Ivanovič Čirin (... – 1622) è stato un pittore russo.

## Biografia
Čirin aderì alla scuola di icone di Stroganov e si hanno sue notizie nell'elenco degli artisti imperiali nel 1620.
Diversamente dallo stile delle icone del Cinquecento, nelle quali furono evidenziati soprattutto l'essenzialità e la drammaticità, la scuola di Stroganov si distinse per la raffinatezza della miniatura, per la ricercatezza cromatica, per la rifinitura dei particolari: i gesti e gli atteggiamenti delle figure si caratterizzarono per la graziosità e il manierismo.
Tutte queste caratteristiche furono presenti nelle opere di Čirin, al punto che il pittore risultò uno dei più importanti esponenti della scuola, che riuscì ad andare oltre la pregevole stilizzazione, emergendo con una propria personalità peculiare.
Tra i suoi lavori si possono menzionare le icone Ivan Guerriero (Museo russo di San Pietroburgo) e Nikita Martire (Galleria Tret'jakov, Mosca), eseguite su ordinazione della famiglia Stroganov.
Fu proprio la scuola imperiale a prendere le distanze dalle tradizioni dell'iconografia classica russa del XV secolo, con la sua impostazione architettonica e il rigoroso ritmo, oltre che con la sua aderenza alla vita, sostituendo la concezione della icona come oggetto prezioso di artigianato: in questo contesto emerse la capacità di Čirin, soprattutto per le sue qualità pittoriche.

## Opere
- Ivan Guerriero (Museo russo di San Pietroburgo);
- Nikita Martire (Galleria Tret'jakov, Mosca).